# Kyselka
Kyselka è un comune della Repubblica Ceca facente parte del distretto di Karlovy Vary, nella regione omonima.
Nel suo territorio si trova il complesso di bagni termali di Lázně Kyselka, sorto nel XVI secolo e attivo fino alle privatizzazioni dell'era post-sovietica tra gli anni 1991 e 1993.